# Сельское поселение «Жипхегенское»
Се́льское поселе́ние «Жипхегенское» — муниципальное образование в Хилокском районе Забайкальского края Российской Федерации.
Административный центр — посёлок станции Жипхеген.

## История
Статус и границы сельского поселения установлены Законом Читинской области от 19 мая 2004 года «Об установлении границ, наименований вновь образованных муниципальных образований и наделении их статусом сельского, городского поселения в Читинской области».

## Население
| 2010  | 2011  | 2012  | 2013  | 2014  | 2015  | 2016  |
| ----- | ----- | ----- | ----- | ----- | ----- | ----- |
| 1286  | ↘1280 | ↘1268 | ↗1284 | ↗1288 | ↘1263 | ↘1243 |
| 2017  | 2018  | 2019  | 2020  | 2021  |       |       |
| ↘1210 | ↘1187 | ↘1155 | ↘1138 | ↘1076 |       |       |

## Состав сельского поселения
| № | Населённый пункт | Тип населённого пункта                  | Население |
| - | ---------------- | --------------------------------------- | --------- |
| 1 | Жипхеген         | посёлок станции, административный центр | ↘1076     |